# 493 f.Kr.

Karta över det joniska upproret 499–493 f.Kr.

## Händelser

### Efter plats

#### Persiska riket
- En persisk flotta, bemannad av fenicier, återupprättar den persiska kontrollen över Cypern.

#### Grekland
- Det atenska folket väljer Themistokles till arkont, som är stadens juridiska och civila ledare. Han förespråkar motstånd mot perserna.
- Themistokles börjar bygga en befäst flottbas vid Pireus, som blir Atens hamnstad.
- Bland de flyktingar, som anländer från Jonien efter nederlaget i det joniska upproret, finns en hövding vid namn Miltiades, som har gott rykte som soldat. Themistokles gör honom till general i Atens armé.

#### Romerska republiken
- Coriolanus erövrar den volskiska staden Corioli åt Rom.
- Under sitt andra konsulat får Spurius Cassius Vecellinus till stånd ett gemensamt försvarsfördrag med omgivande latinska byar och stammar. Fördraget innebär också bindande handelsavtal i alla städer, medan romarna överger sitt krav på hegemoni inom det latinska förbundet. I gengäld erkänns Rom som den dominerande staden i förbundet.

### Efter ämne